# حوزه انتخابیه هشتم کالیفرنیا
حوزه انتخابیه هشتم کالیفرنیا یک حوزه انتخابیه مجلس نمایندگان آمریکا است که در ایالت کالیفرنیا قرار دارد.